# اکباش، شریک
اکباش، شریک (به لاتین: Akbaş, Serik) یک  Köy  در ترکیه است که در استان آنتالیا واقع شده‌است.